# William Butler Yeats
William Butler Yeats (Sadymount, Dublin mellett, 1865. június 13. – Roquebrune-Cap-Martin, 1939. január 28.) ír költő, drámaíró, elbeszélő, irodalmi Nobel-díjas (1923), a 20. századi irodalom egyik kiemelkedő alakja.

## Élete

### Gyermekkora
Dublinban született, a város Dumhach Thrá nevű kerületében, azonban gyermekkorát Sligoban töltötte, ahonnan édesanyja, Susan Mary Pollexfen vagyonos család gyermeke származott. Édesapja, John Butler Yeats kezdetben ügyvédnek tanult, azonban ambícióit követve elismert festő lett. Már fiatalkorában megérintette Írország függetlenségi harcának szele, hiszen családjának anyai ága elkötelezett Anglia-párti család volt, akik szerint Írországnak a brit korona alatt kell maradnia. Azonban apja (akinek felmenői még III. Vilmos angol király hívei és katonái voltak) már az Ír Szabadállam megalakulásának híve volt. 
Mind édesanyja, mind édesapja hozzájárult a művészet iránti érdeklődéshez, apja preraffaelita ábrázolásmódja és a később ugyanebbe az irányvonalba tartozó költők befolyásolták Yeats költészetét. Édesanyja ismertette meg az ír mondavilággal, ami fő témájává vált későbbi alkotásainak és szimbólumrendszereinek alapjává.
1876-ban a család átköltözött Angliába. Az ottani Godolphin Általános Iskolában (Godolphin Primary School) eltöltött évek alatt Yeats nem mutatott különösebb érdeklődést a nyelv felé, teljesítménye közepes volt, s helyesírása is csak elégséges volt. Miután visszatértek Írországba, Dublinban az Erasmus Smith Középiskolában (Erasmus Smith High School) folytatta tanulmányait. Szimultán apja művészműhelyébe is eljárt, ahol öccse apja nyomdokaiba lépve festőnek tanult. Hirtelen 1884-ben átiratkozott egy dublini művészeti iskolába, a Metropolitan School of Art intézménybe. Az itt töltött két éve alatt írta meg első verseit, amelyet már a város egyetemi lapja, a Dublin University Review már leközölt számaiban.

### A fiatal költő

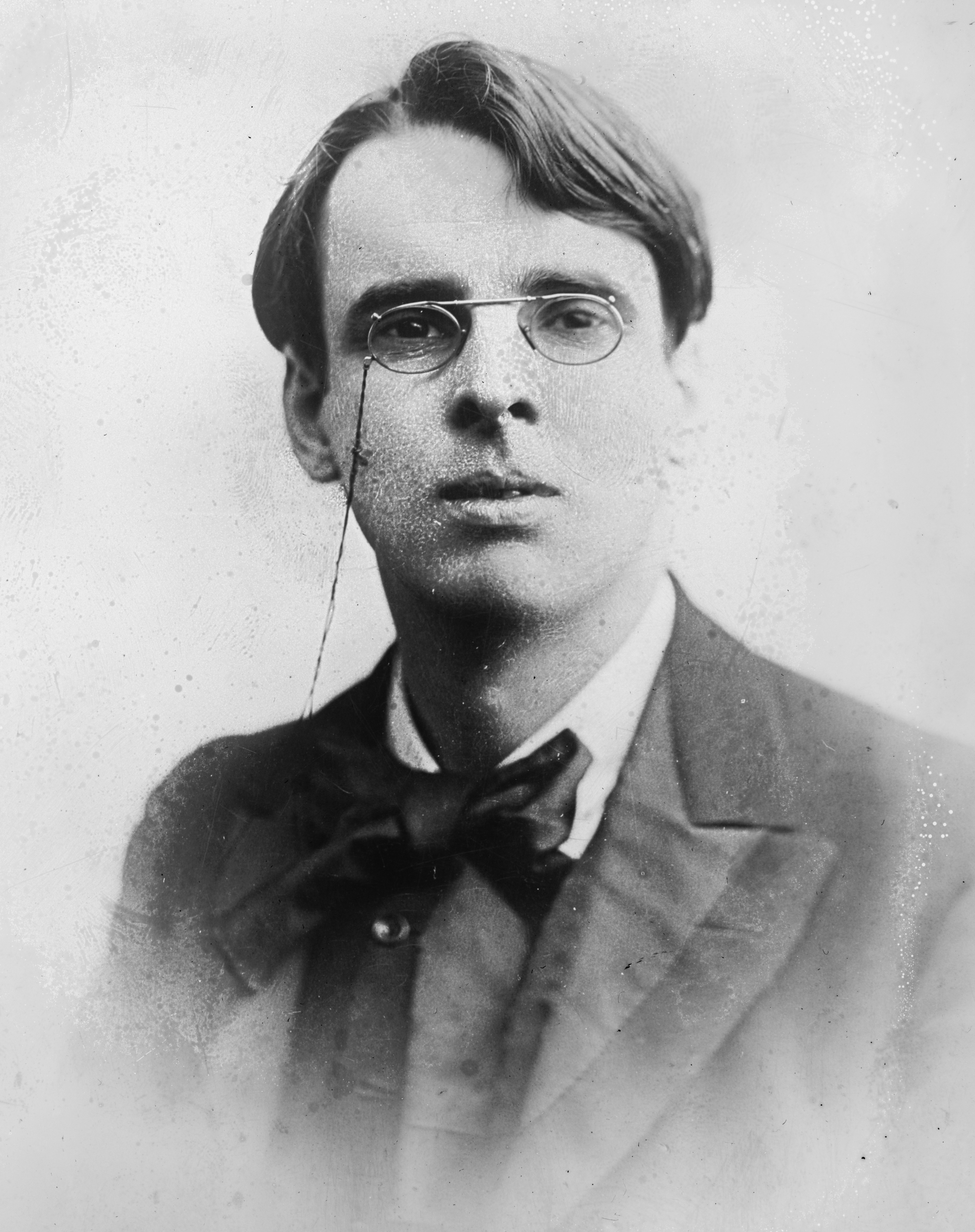
A fiatal Yeats

Mivel a család 1887-ben ismét Londonba költözött, tanulmányait befejezvén Yeats visszatér a brit fővárosba. Itteni házuk fontos gyülekezőhelyévé vált az irodalmi élet képviselőinek és az alkotóművészeinek. Itt találkozott először a szintén ír, író-költő Oscar Wilde-dal. Így ír később találkozásukról: „Az első találkozásom Oscar Wilde-dal merő döbbenet volt. Addig sosem hallottam embert olyan tökéletes mondatokban beszélni, mintha egész este fáradságos munka árán írta volna azokat, és mégis mind spontán volt”. 1889-ben jelent meg első önálló kötete, a The Wanderings of Usheen and other Poems, mely magyarul Osszián bolyongásai címmel jelent meg. Csatlakozott Madame Blavatsky Teozófiai Társaságához, majd ugyanebben az évben megismerkedett a nála egy évvel fiatalabb ír nacionalista érzelmű múzsájával, Maud Gonne-nal, aki épp az ír politikai foglyok szabadon bocsátásáért küzdött. Négy alkalommal állt elé házassági ajánlattal, de a hölgy minden egyes alkalommal elutasította, míg végül hozzáment John MacBride nacionalista republikánus politikushoz. Ennek ellenére 1908-ban Párizsban Gonne beleszeretett a fiatal költőbe, mígnem kapcsolatuk testi szerelemig nem mélyült. Ezen a ponton véget ért kapcsolatuk, azonban a színésznő-szabadsághős Gonne nagy hatással volt Yeats költészetére, a Katalin grófnő (The Countess Cathleen) és a Cathleen Ní Houlihan színdarabokat neki írta. A költő egész életművét átszőtte emléke, mint Trójai Heléna, Léda, Athéné, Deirdre és még sok más metaforikus alakban.

### Írország és Yeats
Elkötelezettsége Írország felé akkor nyilvánult meg először, mikor Lady Gregoryval, Edward Martynnal, és George Moore-ral együtt megalakította az Ír Irodalmi Színházat (Irish Literary Theatre), ahol ír és kelta mondavilággal fűtött darabokat adtak elő. A később megalakult Abbey Színház, és az Ír Nemzeti Színházi Társaság, mely fiatal tehetségeket toborzott ír színdarabokhoz. 1902-ben bemutatásra került Yeats Cathleen Ní Houlihan című darabja, melyben még Maud Gonne játszotta a főszerepet. A műben Caitlín Írország megszemélyesített alakja, aki erősíti a katonákat az angolok ellen folytatott harcokban. Kijelenti, hogy emlékük örökkön fennmarad, örökké élni fognak és örökké beszélni fognak róluk. A nemzeti érzelmű művei miatt Yeats hírnévre tett szert Írországban. Azonban hangnemükre egyre inkább rárótta bélyegét a hazájában Írország történelme: az első világháború, a húsvéti felkelés, angolok elleni háború (1919-1921) és a polgárháború (1922-1923). Azonban amellett, hogy részt vett az ír szabadságvágy hirdetésében műveiben (főleg drámáiban) az események tükrében elgondolkozott tettei helyességén. Élete végéig kísértette a tudat, hogy volt-e köze korai nacionalista drámáinak a húsvéti felkeléshez, mely 15 ír vezető kivégzésével ért véget. Az ő emlékük jelent meg Kísértetek (The Apparitions) című versének refrénjében:
„Tizenöt rémet láttam én:
kabátakasztó tetején…”
1917-ben feleségül vette Georgie Hyde Leest. Yeats korábbi verseiben megfigyelhető az okkultista, spirituális hangnem, hisz maga is 1888-ban csatlakozott egy kabbalista, hermetikus testvériséghez, az Arany Hajnal Rendhez, a hölgy pedig ezoterikai hallgató volt, aki a nászéjszakájukon szabadírás technikát alkalmazott férjén. Ez a szürrealisták által először használt írói technika, melynek lényege, hogy a tudatalattiból közvetlen előtörő gondolatok, érzések kerüljenek papírra, minden hatás nélkül. Georgie vezetésével Yeats elkezdte írni ezt a misztikus művet, mellyel később még 8 évig foglalkozott, mely folyamat végén 8 évvel később Látomás (Vision) címmel publikálta.
1922 júniusában kitört az ír függetlenségi háború a brit korona ellen. Ebben a konfliktusban Yeats a nemrég alakult ír kormány mellé áll, mely Dublinban egy állandó lakást biztosít számára, mely mellé őröket rendeltek. 1922-ben szenátorrá választották az ír Parlamentbe. Ír felkelők több kormánytagot elraboltak és otthonaikat felégették, egy korábbi lakásában őrajta is rajtaütöttek, és több Maud Gomméhez írt levelét elégették. Ebben a helyzetben rögtön ítélő bíróságokat állított fel a Szenátus, mely intézkedésre Yeats maga is szavazott. Később ez a végrehajtó hatalom börtönözte be korábbi szerelme fiát, Sean MacBride-dzset. 
1923 májusában megalakul a Saorstát Éireann, vagyis az Ír Szabad Állam. Ugyanebben az évben tüntették ki irodalmi Nobel-díjjal „a poétikájáért, mely egy igen művészi formában fejezi ki egy egész nemzet lelkületét”.

### Kései évek
A húszas évek közepe táján megromlott egészsége, így 1929-ig maradt szenátori tisztségben az ír Parlament tagja. Ezt követően orvosa tanácsára számos telet töltött Olaszországban és Franciaországban. Kora és egészségi állapota ellenére még publikált, 1938-ban megjelent az Új versek, majd ugyanebben az évben az Utolsó versek. 1939-ben állapota újfent elszólította Írországból, és a francia Riviérára utazott. Azonban ez az útja az utolsónak bizonyult, mivel
január 28-án a franciaországi Roquebrune-Cap-Martin városában elhunyt. A még ebben az évben kitört világháború megakadályozta földi hamvainak hazavitelét, azonban 3 évvel a II. világháború után nagyapja parókiáján újratemették. Sírján saját felirata olvasható:
Létet, halált
Nézz hideg szemmel:
Lovas, haladj tovább!

## Költészete
Legnagyobb költészeti értékének az irodalomtörténészek az angol lírai irodalom megreformálását tartják, a viktoriánus költők jambikus verselését felváltja a szabadverses költészetével, melyben az érzelmeket, s gondolatokat mítoszokkal, szimbólumokkal, látomásokkal fejezi ki magas fokú zeneiséggel. 
Az 1880-tól kezdődő időszak a fiatal költő életében a népi hagyományok, népének ír-kelta kultúrájának felfedezése. Ő maga is szerepet vállalt nyugat-írország (ahonnan ő maga származott) nép- és tündérmeséinek gyűjtésében, melyet a nagy sikerű 1893-ban megjelent A kelta homály című népi hiedelem-gyűjteményében dolgoz fel. Egyéni kutatásait aztán költészetébe is beültette, mint például az Öreg halász töprengése című versében, mely egy sligói halász elbeszélésén alapul. 
Életművének felosztása, költői korszakai:
- Kelta dalok, balladák, rózsa-dalok
- Középső korszak
- Bizánc-versek
- Egyéb, kisebb versek
- Kései versek

Maga a költő tudatosan építette életművét, melynek módja saját megfogalmazásában „Hammer your thoughts into unity”, vagyis kovácsold gondolataidat egységbe. Mivel Yeats magát érdekelték a természetfeletti, paranormális, emberfeletti erők létezése, ezért költészetébe is mélyen beleivódtak ezek a tanok. Ez az egység magába foglalta a kozmológiát, kozmográfiát, teozófiát, rózsakeresztes, kabbalisztikus okkult tanokat, a keresztény és hinduista elemeket és a filozófiát. Ez utóbbiban főleg Giambattista Vico és Hegel (tézis-antitézis-szintézis) filozófusok tette benne nagy benyomást. Yeats maga erről az egységről azt vallotta, hogy tapasztalatok stilisztikai elrendezése, vagyis a valóság modellje. 

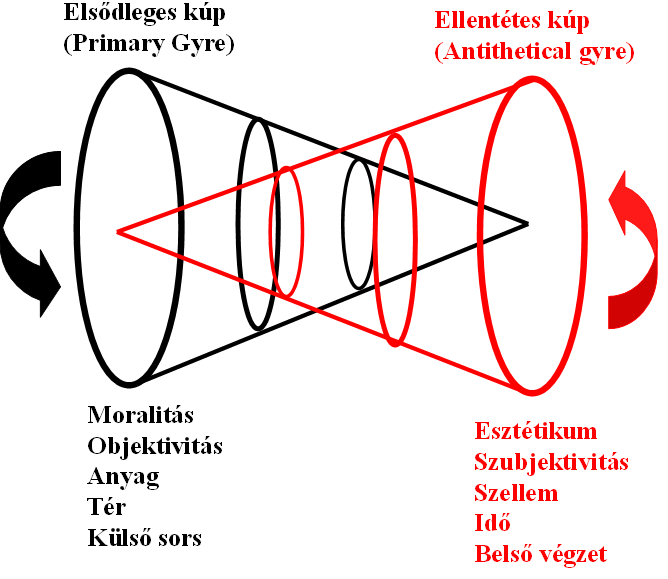
A yeatsi filozófia ellentétes erői, a kúpok.

A rendszer egyik legmeghatározóbb belső egysége az ún. Nagy Kerék. Ebben Yeats a kereket a holdciklusoknak megfelelően huszonnyolc részre osztotta. Míg az újhold az objektivitás, a passzivitás, addig a telihold a tökélete szubjektivitás, a létezés egysége, a szépség. Értelmezése szerint minden emberi lélek és minden nép áthalad ezeken a szakaszokon. Ezeket a szakaszokat megfelelteti egy tulajdonságnak, vágynak vagy érzésnek, melyhez egy emberi példát rendel pl.: érzelmesség-Goethe, démonikus ember-Yeats, Dante, érzékiség-Baudelaire. Yeats szerint ez a kerék kétezer év alatt lép a következő szakaszba, s önnön kora épp a határon húzódik. 
Másik, irodalmában is megjelenő elmélete a két kúp teória. Ebben két egymásban forgó kúpot képzel el, melyek csúcsai kölcsönösen érintik egymás alapjának középpontját. Ez a mozgás teszi lehetővé a költő szerint, hogy mindkét ellentétes erő kifejtse a hatását az emberre. (Elsődleges- moralitás, objektivitás, anyag, tér, külső sors. Ellentétes- szubjektivitás, esztétikum, szellem, idő, belső végzet). Ezzel magyarázza az ember kettősségét, a lehetetlen tiszta objektivitást vagy a teljesen érzelmi alapú döntéshozatalt. Ezt ötvözi a Nagy Kerék felfogással, miszerint a korszakok arculatát is a kúpok mozgása befolyásolja. Így a holdfázisokba helyezett emberi archetípusokat, illetve költőket is ellentétbe helyezi egymással. Yeats életfelfogása folyamatosan rajzolódott ki életpályája folyamán, megtalálható A Második Eljövetel című versében, ahol Jézus újbóli megérkezésését a Földre azonosítja a következő korba lépéssel, melynek határán 
„…A földet anarchia dúlja szét,
Vérszín áradat dúl…”
E folyamatos ideológiai változás okán leveleit, verseit gyakran átírta, hogy megfeleljenek az általa alkotott rendszernek, vagy még pontosabban illeszkedjenek bele. Ennek érdekében már kiadott verseit is finomította a későbbi kötetekre.
Elképzeléseit az 1925-ben megjelent A vision (Látomás) című munkájában publikálja, melyet átdolgozása után 1937-ben ismét kiadtak.

### Rózsamotívum
A Yeats által használt első szimbólumok egyike, melyeket a rózsadalokban kezdődnek el, mint a Rózsa az idő keresztfáján (To the Rose upon the Rood of Time), a Szívből sarjadó Rózsa (The Lover tells of the Rose in his Heart) vagy a Titkosértelmű Rózsa (The Secret Rose) műveiben használ, kutatója, Untereckter megállapítása szerint három különböző, illetve néhol összefonódó képet rejt a rózsa szimbólumrendszere mögött. A szerelmet, a szépséget az életet jelenti, mint például „A költő esdekelése az Elemi Erőkhöz” vers soraiban 
„…Erő: nem ismeri senki neved s a formád
ki szültél örök rózsát…”
vagy a Hajdanvolt Szépségre emlékezik soraiban 
„…Rózsák díszlettek hajdanán
hölgyek gyöngykoszorús haján…”
Ugyanakkor vallási töltete is megmutatkozik a Vajúdó passió vagy A titkos értelmű Rózsa versekben, ahol a Koponyák hegyét halál-liliomok s golgota-rózsák fedik, mint a klasszikus preraffaelita liliom mellett Jézus vagy a szenvedés szimbóluma. De mint az esztétika vagy egyetemes szimbólum is megjelenik a Szívből sarjadó rózsa gondolatai között „…Rózsa, te tiszta ellentmondás, gyönyörűség…” ahol értelmező jelzős kapcsolattal maga Yeats is kifejezi rózsa-motívumának összetettségét, kifejező erejét.
Életrajzából ismerjük, hogy 1888-ban az Arany Hajnal Rend tagjává vált, ami egy kabbalisztikus, hermetikus, s rózsakeresztes testvériség volt. Így a rózsa az első irodalmi ciklusa után is megjelenik, mint visszatérő refrén (A hegyi sír című versében, amely már a középső korszakának verse), mint az elvontabb jelentésű rózsakereszt 
„…a vízesés füstöl hegyoldalon;
Sírjában Rózsakereszt Atyánk…
se száj a csóktól s dőljön a nedű;
Sírjában Rózsakereszt Atyánk…
bölcsesség zárva ónix-szemébe és
Sírjában Rózsakereszt Atyánk”

### Tűzmotívum
A Yeats-kúpok közül az ellentétes motívuma. Legtöbbször az idő metaforájaként találkozhatunk vele (Költő kedveséhez):
„…Szivem ősi bőségszaru
mit sápadt idő-tűz telít…”
Majd a gyertya képében egy összetettebb szimbólumot alkot belőle, melyben ötvöződik a gyertya, mint az önfeláldozás, Jézus szimbóluma és a tűz átalakító ereje, az idő, a szellem és a belső végzet yeatsi felfogása, melyre gyakran megszemélyesítést alkalmaz. 
Elvontabb alkalmazására a kelta mondavilághoz nyúlt (Kelta dalok, balladák, rózsa-dalok irodalmi korszakában), mint például a halhatatlan kedély teóriájának (immortal moods theorem) kifejtésére, ahol Cúchulainn-t az őrület lángjai veszik körbe kardforgatás közben. Vagy Aodh kelta tűzistent azonosítva attribútumával, a tűzzel, azonban világfelfogásának fejlődése során átírta verseit, melyekben ezt a gondolatmenetet követte. Az istenség helyett egyes szám harmadik személyt (he) használt, vagy önmagát, a költőt (the poet) ültette át elődje szerepébe. Maradandóbb a tűz azonban a „tűzhalál, a tűz halála” képében, amelyben az elhamvadás kézzelfogható jelentése mellett apokaliptikus látomások, az idők végezete kifejezésére használja. „…Hol szelek gyűlnek és a nap-hold kiégett…”. A holdciklusokra épített Nagy Kerék filozófiát megjelenítő hold elégésével fejezi ki, a tűz útján, az elmúlást.

### Vízmotívum
Yeats saját bevallása szerint így vélekedett a vízről, mint klasszikus görög-római értelembe vett őselemről: „…Én biztos vagyok abban is, hogy a víz – a tengerek és tavak, a köd és az eső vize – a maga hasonlatosságára és képére teremtette az íreket…”. Az írekre vonatkoztatott víz metafora mellett Yeats ismét felvetette Porphyry és a Anaximandrosz filozófiáját, miszerint az anyagi világ vízből keletkezett „ Nem gondolta-e bölcsen, hogy minden lélek a vízből születik, hogy maguk a képek is vízből valók?”. 
Alapgondolatként ebben a motívumban is a kelta hagyomány jelenik meg, az időtlenség a nemlineáris időfelfogás. Kúpelmélete alapján a tüzet, azonosította az idővel, azonban azzal, hogy a vizet is ilyen szerepkörbe helyezi, kifejezi a két kúp ellentétét és ebből fakadó hatását egymásra. Így az idő és az időtlenség verseiben a tűz és víz esetének tökéletes kiegyenlítettsége. Ez a kettősség jelenik meg a Niamh-hoz, vagy az Osszián bolyongásai című művében, vagy a visszatérő „vándor ár” szókapcsolatában, melyet a tengerre alkalmaz, mint a víz, mely minden erőt magában foglal.

### Állat motívumok

#### Hattyúmotívum
E motívum legalapvetőbb előfordulása A coole-i vadhattyúk kötet, mely a címében viseli. Mint minden szimbóluma, ezt is hazája hiedelemvilágából indítja. A lánccal összekötött vonuló hattyúcsapat az ír folklórban az átváltozott istenek attribútuma. Vagy a szintén ír Aengus Caer története, melyben a hős kedvese hattyúvá változik és százötven hattyú között pillantja meg Aengus. A kelta hattyúk a mondákban isteni zenét énekelnek, melynek hatására az emberek három napig álomba süllyednek. Későbbi költészetében, mikor Yeats kezdi összemosni a kelta hagyományt világszemléletével, vagy mélyebb hangot adni nekik már csak a hattyúk földöntúli hangja marad meg motívumokból. Így a „…Tudok álom-tájat, hol hattyúk szállnak körbe arany lánccal fűzve…” sorokban a Hervadó virág című versből még kitűnik a részletes hattyú kifejezés, de később „…s csöndbe szőve be / áradjon a zene…” már csak a hangot, az álmot kifejező zene formájában marad csak meg.

#### Szarvasmotívum
Egy kisebb, időszakos motívum, mely szarvas, vagy más helyeken (például a Gyászolja az átváltozást című versében) őz formában jelenik meg. A tiszta, az ártatlan leányt „…szarvatlan, fehér őzem…” (gyászolja az átváltozást), vagy a mitikusságot „…csoda-szarvas…” (Hajnal felé) kifejező szimbólum.

#### Vadkanmotívum
A kelta állatszimbolikában a vadkan (vagy disznó) a féktelen pusztítás jelenti, de mondáikban az űzött vad szerepében ő vezeti el a túlvilágra a vadászt.
Yeats a pusztítását az apokaliptikus hangvételében használja fel, ahol a Fekete Disznó Völgye jegyzetei alapján az armageddoni csatára utal vele, vagy magára a világvégét jelző erőkre 
„…kivájja a Napot, Holdat, csillagokat,
és oldalára dől, Sötétbe röfögőn…”

#### Lómotívum
Eredete az ír álom-lovas kép, illetve a természetfeletti lovak a kelta mondakörökben (Ló-istennő, Epona). Alkalmazását tekintve Yeats legtöbbször átvitten utal csak rá, nem nevezi meg mindig. Van amikor a háború képe idézi fel (csatamén), mint a Fekete Disznó Völgye versében leírt csatában, de elvontabb értelmezésben is előbukkanhat, mint Yeats sírfeliratának soraiban („…Létet, halált / nézz rideg szemmel: / Lovas, haladj tovább!…”) mint az ember, az emberi felfogás fejlődése

### Egyéb motívumok
A Yeatsnél előforduló kisebb motívumok, mint a
- tenger
- torony
- madár
- fa

lehetnek átvezetések két nagyobb között (pl.: víz és hattyú közötti tenger madarak) vagy utalások (a torony kép, mely Yeatsre vonatkozik, aki maga egy normann toronyban lakott egy időben). A fa kezdetben az életfa-halálfa képben jelenik meg, mint az ellentétes gondolatok kifejezőeszköze (A két fa) később időskorára önmagára érti, mikor törött eső verte fának festi le magát 1939-ben az életének véget vető betegsége miatt.

## Yeats művei magyarul

### Versek
- William Butler YEATS, Versek, ford. Benjámin László et al., Budapest, Európa, 1960, 242
- William Butler YEATS versei, ford. Babits Mihály et al., Budapest, Európa, 2000, 351
- William Butler YEATS, A költő esdeklése (Válogatott versek), ford. Erdődi Gábor, Budapest, Új Mandátum, 2001, 122
- Vörös Hanrahan legendája. Történetek és versek a kelta homályból; ford. Erdődi Gábor, átdolg. Lukács Gabriella; Metropolis Media, Bp., 2010 (Irodalmi Nobel-díjasok könyvtára)

### Drámák
- A húsleves; ford. Bányay Geyza; Gondolat, Bp., 1961 (Játékszín)
- William Butler YEATS, A csontok álmodása, ford. Ferencz Győző, szerk. Mesterházi Márton, Budapest, Nagyvilág, 2003, 239

### Egyéb
- William Butler YEATS gyűjt., A megbabonázott puding (Ír tündérmesék és babonák), vál. és ford. Rakovszky Zsuzsa, Budapest, Helikon, 1983, 196
- Rosa alchemica; ford. Károly Ernő; Hermit, Miskolc, 1999 (Bibliotheca hermetica)
- William Butler YEATS, A kelta homály, ford. Erdődi Gábor, Budapest, Hanga és Új Mandátum, 2003, 182